# Kristen Gording
Kristen Gording (ved dåben Christensen) (17. april 1880 i Vodstrup på Mors – 16. juni 1950 i København) var en dansk arkitekt. Han lagde ud som nationalromantiker og tilpassede sig med tiden de senere strømninger i arkitekturen, nyklassicismen og funktionalismen.
Gording var søn af gårdejer Niels Christensen og Edel Nielsen. Han tog navneforandring 21. oktober 1904. Gording stod i murerlære i Nykøbing Mors, blev murersvend 1898, afgang Teknisk Skole, København, 1900, blev optaget på Kunstakademiet september 1904, hvorfra han tog afgang maj 1914. Undervejs var han medarbejder hos Rasmus Rue, Gotfred Tvede, Christian Hansen, Helge Bojsen-Møller, Kristoffer Varming og Anton Rosen. Fra 1911 drev han egen tegnestue.
Han modtog K.A. Larssens Legat 1907, men ses ikke at have været på studierejser. Han udstillede på Charlottenborg Forårsudstilling 1932 og 1933. 
Gording var opmand i Københavns Murerlavs Voldgiftsret 1922-1927 og i Blikkenslagerfagets Voldgiftsret fra 1929, medlem af Statsprøveanstaltens bestyrelsesråd 1924-1928, leder af Kunstakademiet Arkitektforenings konkurrenceudvalg 1931-1938 og fra 1943 til sin død.

## Værker
- Sommerhus i Humlebæk (1911)
- Boligejendom, Amagerbrogade 64-66, Amagerbro, København (1911-12)[1][2]
- Boligejendom, Amagerbrogade 136, Amagerbro, København (1911-12)
- Boligejendom, Gammel Kongevej 119, Frederiksberg (1912)[3][4][5]
- Villa med portnerbolig, hjørnegrunden Gammel Vartov Vej og Vestagervej, Ryvangen (1912 og 1914, portnerbolig senere ændret til selvstændig bolig med adressen Gammel Vartov Vej 12, men nedrevet i november 2010)
- Restaurering af hovedbygningerne på Kabbel ved Lemvig og Christiansholm samt bygninger på Wesselsminde ved Søllerød (1914 og 1924)
- Hans Tausens Kirke, Halfdansgade 6/Snorresgade, Islands Brygge, København (kirkesal 1915, hovedskib 1924, tårn 1936, sammen med Fredrik Appel)
- Villa, Tuborgvej 74, Hellerup (1918)
- Villa, Gl. Strandvej 100, Humlebæk (1919)
- Karrébebyggelsen Hellebækgaard, Hellebækgade 9-25/Humlebækgade 16-32/Gilbjerggade 2-4/Nivågade 1-4, Nørrebro, København (1920-21)[6]
- Villa, C.F. Richs Vej 33, Frederiksberg (1922)
- Villa, Tesdorpfsvej 49, Frederiksberg (1930)[7][8]
- Lyngbyvej 211, Hellerup (1931)
- Eget hus, Søholm Park 4, Hellerup (1931)
- Holbechs Varehus, Østergade 62, København (1934, sammen med Anton Frederiksen, nedrevet)

### Projekter
- Projekt til haveby ved Lyngbyvej, Gentofte (1914, sammen med Fredrik Appel)
- Bebyggelse ved Store Vibenshus, Østerbro, København (3. præmie 1918)